# سلامت عظیمی
سلامت عظیمی متولد ۱۳۴۴هـ ش، در ولسوالی اندخوی ولایت فاریاب است. وی وزیر مبارزه با مواد مخدر افغانستان در دولت اشرف غنی می‌باشد.
تحصیلات خودرا تا لیسانس در رشته حقوق و علوم سیاسی ادامه داد. همچنین مسئول بخش حمایت و توسعه حقوق کودکان، کمیسیون مستقل حقوق بشر افغانستان و استاد دانشگاه و معاون دانشگاه بلخ در شمال افغانستان است.